# 扩散方程
扩散方程是一类偏微分方程，用来描述扩散现象中的物质密度的变化。通常也用来和扩散类似的现象，例如在群体遗传学中等位基因在群体中的扩散。
扩散方程通常写作：
{\displaystyle {\frac {\partial \phi ({\vec {r}},t)}{\partial t}}=\nabla \cdot {\bigg (}D(\phi ,{\vec {r}})\,\nabla \phi ({\vec {r}},t){\bigg )},}
其中 {\displaystyle \,\phi ({\vec {r}},t)} 是扩散中的物质在{\displaystyle t}时刻，位于{\displaystyle {\vec {r}}}处的密度；{\displaystyle \,D(\phi ,{\vec {r}})}是密度{\displaystyle \phi }在{\displaystyle {\vec {r}}}处的扩散系数。
如果扩散系数依赖于密度那么方程是非线性的，否则是线性的。如果{\displaystyle \,D}是常数，那么方程退化为下面的线性方程（热传导方程）：
{\displaystyle {\frac {\partial \phi ({\vec {r}},t)}{\partial t}}=D\nabla ^{2}\phi ({\vec {r}},t),}
更一般的，当D是对称正定矩阵时，方程描述的是各向异性扩散。此时方程的三维形式是：
{\displaystyle {\frac {\partial \phi ({\vec {r}},t)}{\partial t}}=\sum _{i=1}^{3}\sum _{j=1}^{3}{\frac {\partial }{\partial x_{i}}}\left(D_{ij}(\phi ,{\vec {r}}){\frac {\partial \phi ({\vec {r}},t)}{\partial x_{j}}}\right)}

## 方程的导出
扩散方程可以直接由连续性方程导出。连续性方程系统中任何部分的密度变化取决于流入和流出该部分的物质。也就是说，没有物质被创造，也没有物质被消灭：
{\displaystyle {\frac {\partial \phi }{\partial t}}+\nabla \cdot {\vec {j}}=0},
其中{\displaystyle {\vec {j}}}是流出的扩散物质。结合菲克第一定律扩散方程可以轻易的导出，菲克第一定律假定系统中任何部分流出的扩散物质与局部的密度梯度成比例：
{\displaystyle {\vec {j}}=-D\,(\phi )\,\nabla \,\phi \,(\,{\vec {r}},t\,)}.

## 推廣
擴散方程式考慮勞侖茲力的影響後，可以推廣為能斯特普朗克方程式